# Archibald Alison (storiografo)
Archibald Alison (Kenley, 29 dicembre 1792 – Possil House, 23 maggio 1867) è stato uno storico scozzese.
Nel 1842 pubblicò una History of Europe dallo stile tronfio e pesantemente gravata dalle idee reazionarie dello storico.
Questa resta tuttavia la prima trattazione organica dell'evoluzione europea.

## Biografia
Era il figlio del reverendo Archibald Alison, e della moglie, Dorothea Gregory, figlia di John Gregory, e nipote di James Forbes, XVII Lord Forbes. Nel 1800 la famiglia si trasferì a Edimburgo, dove suo padre pensava che avrebbe potuto dare ai suoi figli una migliore educazione e avere carriere più indipendenti in Scozia.
Dopo aver studiato sotto un insegnante privato, e presso l'Università di Edimburgo, nel 1814 venne ammesso alla Facoltà di giurisprudenza, diventando nel 1834 Sceriffo di Lanarkshire. Nel 1853, ha ricevuto un dottorato onorario di Diritto Civile dall'Università di Oxford.
Fu membro della Massoneria.

## Scritti
Quando viaggiò in Francia nel 1814 concepì l'idea della sua espansiva History of Europe from the commencement of the French revolution to the restoration of the Bourbons. Questo set di volumi è generalmente considerata come l'opera principale storica di Alison ed è considerata il primo studio scientifico in lingua inglese della rivoluzione francese. Pubblicato in dieci volumi tra il 1833 e il 1843, History of Europe è stato rivisto e ristampato molti volte nel corso del secolo, tra cui numerose edizioni in lingua straniera.
Nel 1848 100 000 copie erano state vendute negli Stati Uniti. È stato tradotto in francese, tedesco e arabo. Alison composto anche un'indagine completa delle campagne militari del Duca di Marlborough, come così come due opere standard sul diritto penale della Scozia.
È stato eletto Lord Rettore del Marischal College e dell'University of Glasgow. Nel 1852 fu creato baronetto, durante l'amministrazione di Lord Derby.

## Matrimonio
Sposò, il 21 marzo 1825, Elizabeth Glencairn, figlia di Patrick Tytler. Ebbero tre figli:
- Sir Archibald Alison, II baronetto (21 gennaio 1826-5 febbraio 1907);
- Frederick;
- Ella Frances Catherine Alison (?-2 giugno 1906), sposò James Dormer, ebbero otto figli.

## Morte
Morì il 23 maggio 1867 a Possil House e fu sepolto al Dean Cemetery a Edimburgo.

## Opere
- Modern History of Europe from the French Revolution to the Fall of Napoleon
- Life of Marlborough